# ليف دقيق

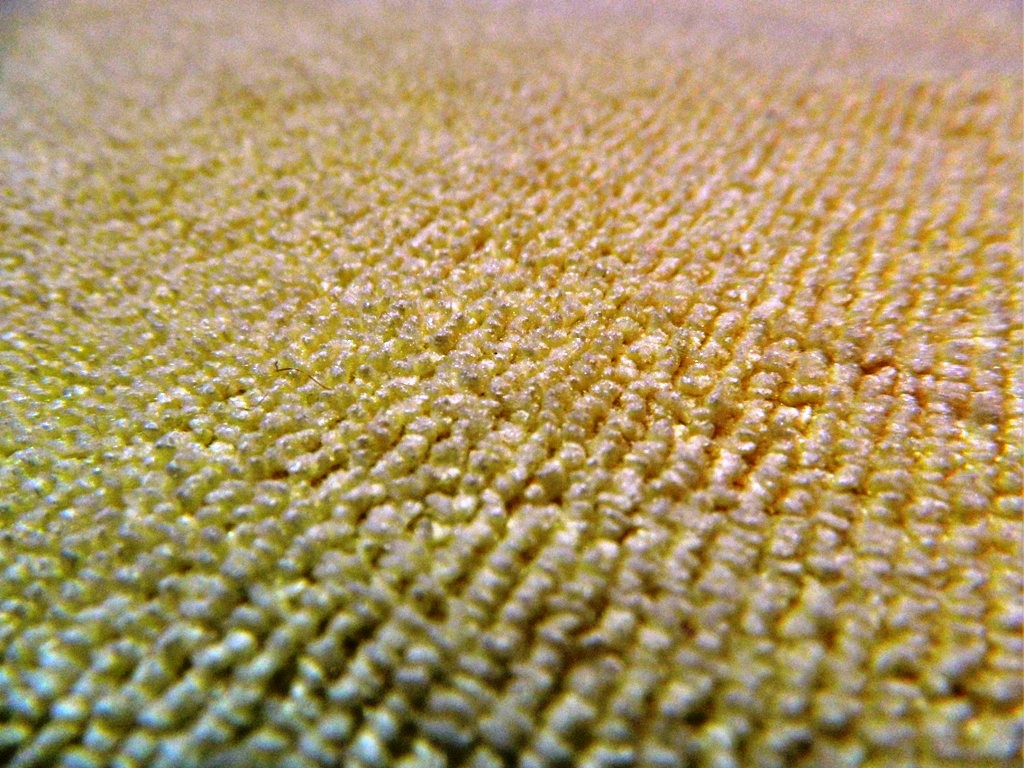
ليف دقيق

الألياف الدقيقة (بالإنجليزية: Microfiber)‏ : تشير إلى ألياف اصطناعية ولكنها بمقاس أقل من واحد دنييه. أكثر أنواع الألياف إنتاجاً كألياف دقيقة هي متعدد الإستر، والنايلون، ومشتقاتهما.
تستخدم الألياف الدقيقة في إنتاج أنواع النسيج المختلفة مثل: اللانسيج، القماش المنسوج أو المحاك.
تستخدم الألياف الدقيقة غالباً في الألبسة، والتنجيد، والمصافي أو المرشحات الصناعية والمواد المانعة (للغبار أو الزيت).

## الاستخدامات

### الملابس
تستخدم الألياف الدقيقة في تصنيع الملابس الرياضية، لأنها تصرف الرطوبة (العرق) من الجسم، وتشعر الرياضي بالبرودة والجفاف. والألياف الدقيقة مرنة جدا، مما يجعلها تحتل مكانا مرموقا في تصنيع الألبسة الداخلية النسائية، وخصوصا أنها تعطي ملمسا ناعما جدا. وتستخدم أقمشة الألياف الدقيقة في صناعة التنانير، والسترات. كما تستخدم في تصنيع أقمشة الجلد المدبوغ المزيف المسمى سويد "Suede" فهو أرخص من المنتجات الحيوانية، وسهل التنظيف والخياطة من الجلد المدبوغ الحقيقي.